# TGV La Poste
TGV La Poste (також TGV-Postal, TGV postal або TGVP) — серія французьких високошвидкісних поштово-багажних електропоїздів. Вони розфарбовані в характерний жовтий колір і служать для перевезень у нічний час пошти та посилок між Парижем, Маконом і Кавайоном. Належить французькій поштовій службі La Poste.

## Історія
Електропоїзди цієї серії були створені на базі TGV PSE. Французька поштова служба замовила їх ще в 1981 році, проте побудовані вони були лише в 1984 році. Літом 2015 року, всі вони були виведені з експлуатації .

## Опис
В електропоїзді може розміщуватись до 254 поштових контейнерів, а загальна вантажопідйомність становить близько 65 т. Спершу було побудовано п'ять напівпотягів (кожен напівпотяг складається з одного головного моторного вагону і чотирьох проміжних вагонів), що дозволяло формувати два повноцінних електропоїзди і ще пів-електропоїзда в резерві. В подальшому в TGV postal був переобладнаний один з електропоїздів TGV PSE, що дозволило збільшити загальне число напівпотягів до семи.